# Association française des usagers des banques
L'Association française des usagers des banques (Afub) est une association de consommateurs régie par la loi de 1901.

## Historique
L'Afub est fondée en 1987, par Serge Maître (1950-2020), un juriste spécialiste du droit bancaire.
Selon le journal Le Monde, l'association se fait connaître dans les médias en 1992 à la suite d'une « campagne publicitaire mensongère » sur le taux des Plans d'épargne logement de la Caisse d'épargne. Toutefois, c'est avec le bras de fer médiatique avec le groupe La Poste durant l'affaire Bénéfic début 2003 qui révèle cette association spécialisée parmi d'autres au grand public.

## Activités
Les juristes spécialisés bénévoles de l'Afub informent et défendent les usagers des banques et des établissements de crédits (particuliers ou petites et moyennes entreprises) dans les domaines de la banque, du crédit et de l’épargne.
L'Afub intervient également auprès du législateur afin de faire adopter des normes (milite pour la création de médiateurs bancaires) ou de modifier les règles existantes[source secondaire nécessaire]. 
Jusqu'à 2020, le secrétaire de l'Afub, Serge Maître, est régulièrement invité dans les médias pour donner des réponses juridiques pratiques (sur les frais bancaires, etc.) aux usagers des banques (presse,,,,, radio,,, télévision,,).

## Publications
- Serge Maître, Comment ne pas payer ses dettes à son banquier : avec la loi, Librio, 2012 (ISBN 978-2-290-05466-6)[16]